# Sarracena xanthochlorata
Sarracena xanthochlorata är en fjärilsart som beskrevs av Walker 1862. Sarracena xanthochlorata ingår i släktet Sarracena och familjen mätare. Inga underarter finns listade.